# Історія освоєння мінеральних ресурсів Ізраїлю

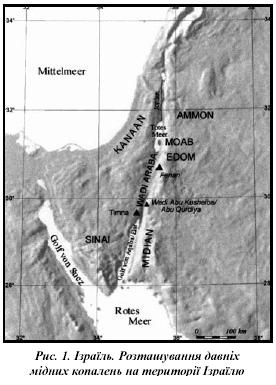

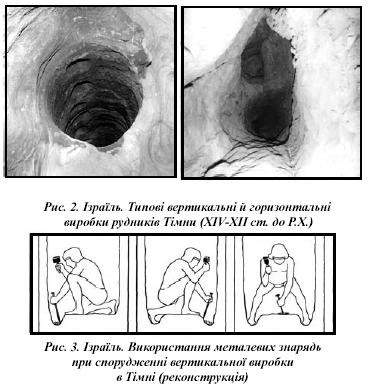

Історія освоєння мінеральних ресурсів Ізраїлю
Видобуток міді було розпочато єгиптянами в IV тис. до РХ поблизу затоки Акаба (Червоне море). Загалом тут зафіксовано близько 3 тис. ознак давніх виробок. Найбільший розвиток гірництва спостерігався в XIV — X ст. до РХ в долинах річок Тімна й Амрам (південний Ізраїль). Розробки проводили фараони Нового Єгипетського Царства. Пізніше давні мідні рудники отримали назву «Копальні царя Соломона» (Нельсон Глюк, 1940 р.), оскільки в X ст. до РХ район Арабах (Ваді-Ель-Араба) входив у володіння Юдейського царства й був центром потужної мідної промисловості (давній металургійний центр Тель-Ель-Хелейфі ототожнюють з біблійним портом Езіон-Гебер). Пізніші ґрунтовні дослідження ізраїльських і німецьких археологів під керівництвом Б. Ротенберга довели, що гірнича діяльність у Тімні проводилась єгипетськими фараонами часів Нового Царства.
Поклади мідистих пісковиків розкривали ямним (неглибокі стволи діаметром 2-6 м) та шахтним (стволи глибиною до 30-35 м) способами, а також штольнями. Довжина штреків сягала до 50 м, їх переріз мав округлу або еліптичну форми. Місця потужних рудних тіл проходили камерами. Руду відділяли кам'яними (пізніше залізними) кайлами, молотами та зубилами. Кріпленнями слугували цілики з гірських порід. Підйом руди на поверхню здійснювали гірники по сходах, що були висічені на контурі ствола; іноді застосовували коловорот та підйомні посудини (бадді, шкіряні мішки). Знайдено багато різноманітного знаряддя для збагачення руд, плавильні печі, шлаки. Виявлені місця поселень гірників-металургів. Надалі рудники експлуатувалися в римські часи (рубіж нашої ери), а також в середньовічний (ісламський) період.
У період Римської імперії прикладом гірничих проєктів було проведення штолень для різних потреб. У Єрусалимі була побудована штольня, яка з'єднувала джерело Марії з озером Сілоа. Будівництво виконане при царі Хіскія (700 р. до РХ). Параметри штольні: довжина — 537 м, падіння 2,18 м, висота — 1,4 м, ширина — 0,58-0,65 м, перетин прямокутний. Проведення її здійснювалося з двох боків і нестикування при збійці було тільки 32 см, що на той час розвитку техніки може розцінюватися як дуже успішне.
У сучасному Ізраїлі видобувають калійну і кухонну солі, бром, фосфорити, [мідь], нафту та природний газ. У 2003 вступило в експлуатації відкрите у 2009 потужне морське газове родовище Тамар. Серед провідних галузей — виробництво поташу. Ізраїль — найважливіший світовий центр шліфування і огранки алмазів.
Великі родовища фосфоритів знаходяться в Негеве, звідки продукція доставляється залізницею в Хайфу. У 2003 р. було вироблено 1 млн т фосфатних руд. За їх видобутком Ізраїль займає 8-е місце у світі. З вод Мертвого моря добувають солі калію, брому і магнію. Виробництво калійної солі зросло з 1,3 млн т в 1994, до 2,05 млн т в 2003, при цьому велика частина поташу йде на експорт. Мідні рудники в Міхрот-Тімне, на місці легендарних копалень царя Соломона, були відкриті для експлуатації в 1955 р., але в 1976 р., після падіння світових цін на мідь, законсервовані. У Негеве добувають глини для виробництва цегли і черепиці, а також кварцовий пісок для скляної промисловості. У багатьох кар’єрах ведуться розробки матеріалів для виготовлення цементу і бетону. Видобувають мармур і будівельний камінь, нафту (1,92 млн барелів, 2002) і природного газу (45 млрд куб м, 2003). Ведуться роботи з використання на паливо глинистих сланців.
Техно-історичні дослідження гірничого виробництва в Ізраїлі проводить Інститут археології Тель-Авівського університету та Археологічний заповідник «Тімна-парк».